# لوکا سینیورلی

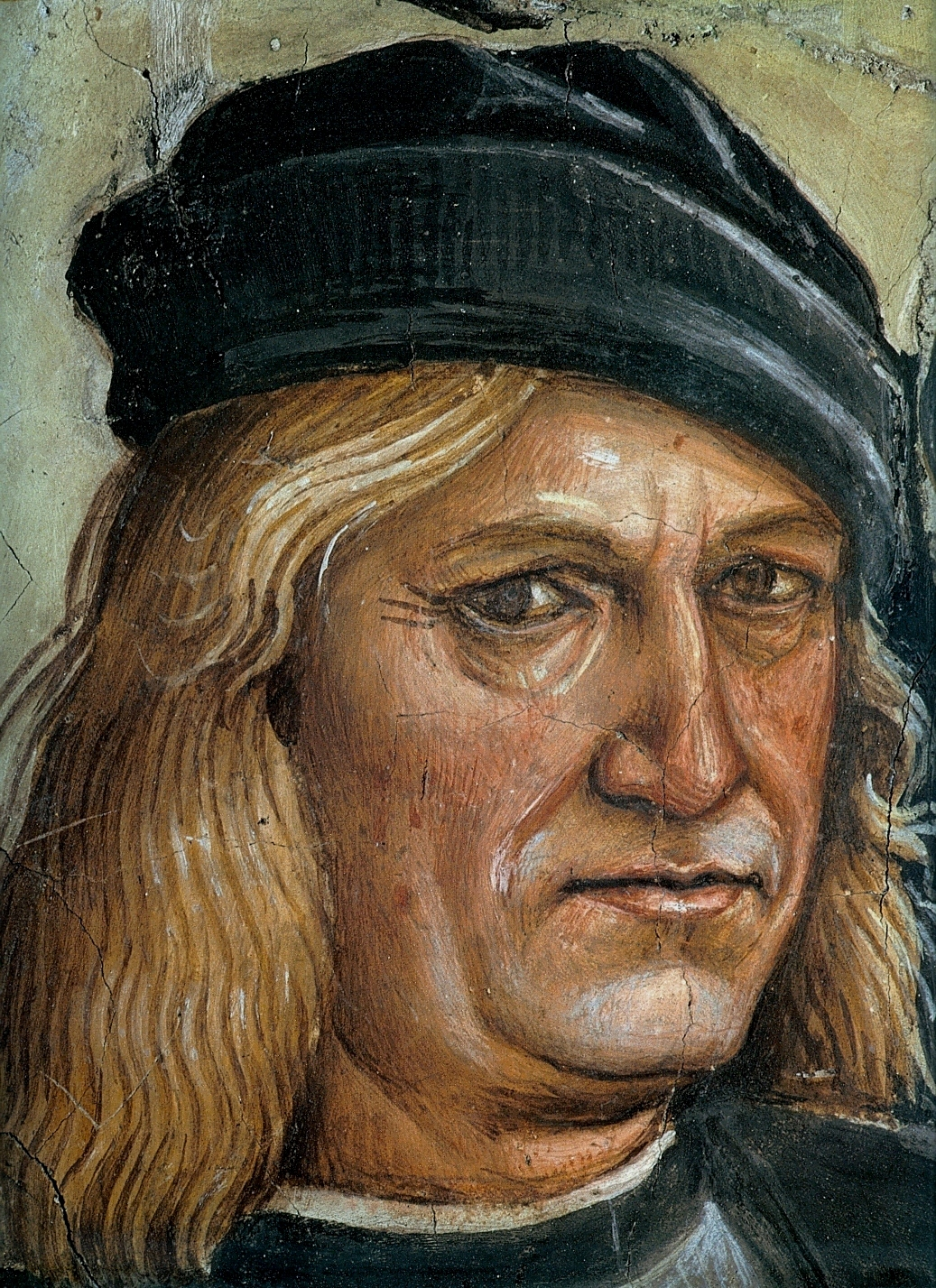
لوکا سینیورلی

لوکا سینیورلی (زاده ۱۴۴۵ و درگذشته ۱۶ اکتبر ۱۵۲۳) نقاش ایتالیایی رنسانس بود. وی از پیشگامان بازنمایی کنش بیانگر در پیکرها بود و به مکتب‌های اومبریا و فلورانس تعلق داشت. شلاق زنی بر مسیح (۱۴۸۰)، خانواده مقدس (۱۵۰۰) و مریم عذرا و مسیح کودک (۱۵۱۵) از آثار او می‌باشند.